# Переработка нефти

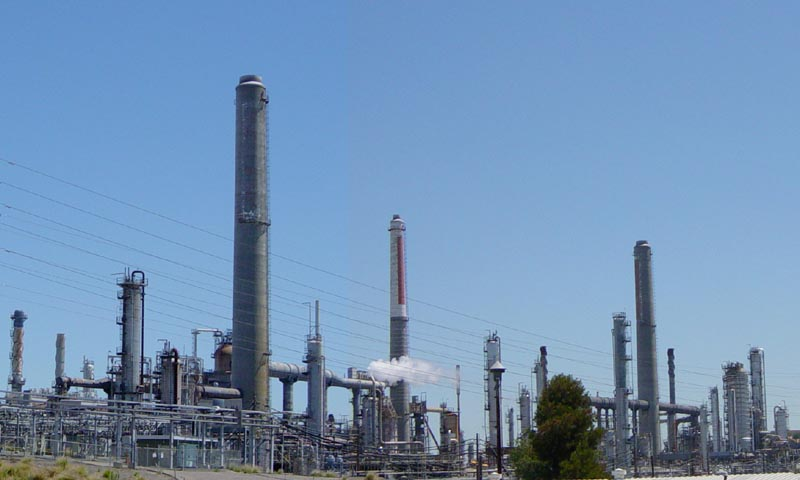
Нефтеперерабатывающий завод компании Shell в Калифорнии

Перерабо́тка не́фти (нефтепереработка) — процесс производства нефтепродуктов, прежде всего различных видов топлива (автомобильного, авиационного, котельного и т. д.) и сырья для последующей химической переработки из нефти.

## Первичные процессы
Первичные процессы переработки не предполагают химических изменений нефти и представляют собой её физическое разделение на фракции. Сначала промышленная нефть проходит первичный технологический процесс очистки добытой нефти от нефтяного газа, воды и механических примесей — этот процесс называется первичной сепарацией нефти.

### Подготовка нефти
Нефть поступает на НПЗ (нефтеперерабатывающий завод) в подготовленном для транспортировки виде. На заводе она подвергается дополнительной очистке от механических примесей, обезгаживанию от растворённых лёгких углеводородов (фракции С1—С4) и обезвоживанию на электрообессоливающих установках (ЭЛОУ).

### Атмосферная перегонка
| Пределы выкипания, °С | Выход фракции, % (масс.) |
| --------------------- | ------------------------ |
| Газ                   | 1,1                      |
| Бензиновые фракции    |                          |
| менее 62°С            | 4,1                      |
| 62—85                 | 2,3                      |
| 85—120                | 4,5                      |
| 120—140               | 3,0                      |
| 140—180               | 6,0                      |
| Керосин               |                          |
| 180—240               | 9,5                      |
| Дизельное топливо     |                          |
| 240—350               | 19,0                     |
| Мазут                 | 49,4                     |
| Потери                | 1,0                      |

Атмосферной перегонкой называют процесс ректификации проводимый при атмосферном давлении.
Нефть поступает в ректификационные колонны на атмосферную перегонку (перегонку при атмосферном давлении), где разделяется на несколько фракций: лёгкую и тяжёлую бензиновые фракции, керосиновую фракцию, дизельную фракцию и остаток атмосферной перегонки — мазут. Качество получаемых фракций не соответствует требованиям, предъявляемым к товарным нефтепродуктам, поэтому фракции подвергают дальнейшей (вторичной) переработке.
Материальный баланс по продуктам атмосферной перегонки западно-сибирской нефти  приведён в таблице.

### Вакуумная дистилляция
Вакуумная дистилляция — процесс отгонки из мазута (остатка атмосферной перегонки) фракций, пригодных для переработки в моторные топлива, масла, парафины и церезины, и другую продукцию нефтепереработки и нефтехимического синтеза. Остающийся после этого тяжёлый остаток называется гудроном, который может служить сырьём для получения битумов и асфальта.

## Вторичные процессы
Целью вторичных процессов является увеличение выхода производимых моторных топлив, они связаны с химической модификацией молекул углеводородов, входящих в состав нефти, как правило, с их преобразованием в более удобные для окисления формы.
По своим направлениям, все вторичные процессы можно разделить на три вида:
- Углубляющие: каталитический крекинг, термический крекинг, висбрекинг, замедленное коксование, гидрокрекинг, производство битумов и т. д.

- Облагораживающие: риформинг, гидроочистка, изомеризация и т. д.
- Прочие: процессы по производству масел, МТБЭ, алкилирования, производство ароматических углеводородов и т. д.

### Риформинг
Каталитический риформинг — каталитическая ароматизация нефтепродуктов (повышение содержания аренов в результате прохождения реакций образования ароматических углеводородов). Риформингу подвергаются бензиновые фракции с пределами выкипания 85—180 °С. В результате риформинга бензиновая фракция обогащается ароматическими соединениями, и октановое число бензина повышается примерно до 85. Полученный продукт, называемый риформатом, используется как компонент для производства автобензинов и как сырьё для извлечения индивидуальных ароматических углеводородов, таких как бензол, толуол и ксилол.

### Гидроочистка
Гидроочистка — процесс химического превращения веществ под воздействием водорода при высоком давлении и температуре. Гидроочистка нефтяных фракций направлена на снижение содержания сернистых соединений в товарных нефтепродуктах. Побочно происходит насыщение непредельных углеводородов, снижение содержания смол, кислородсодержащих соединений, а также гидрокрекинг молекул углеводородов. Является наиболее распространённым процессом нефтепереработки.

### Каталитический крекинг
Каталитический крекинг — процесс термокаталитической переработки нефтяных фракций с целью получения компонента высокооктанового бензина и непредельных газообразных углеводородов.
Сырьём для каталитического крекинга служат атмосферный и лёгкий вакуумный газойль, в процессе происходит расщепление молекул тяжёлых углеводородов, что позволяет использовать их для выпуска топлива. В процессе крекинга выделяется большое количество газообразных алканов (пропан-бутан), которые разделяются на отдельные фракции и, по большей части, используются в третичных технологических процессах на самом НПЗ. Основными продуктами крекинга являются пентан-гексановая фракция (т. н. газовый бензин) и нафта крекинга, которые используются как компоненты автобензина. Остаток после крекинга является компонентом мазута.

### Гидрокрекинг
Гидрокрекинг — процесс расщепления молекул углеводородов в избытке водорода. Сырьём гидрокрекинга является тяжёлый вакуумный газойль (средняя фракция вакуумной дистилляции). Главным источником водорода служит водородсодержащий газ, образующийся при риформинге бензиновых фракций. Основными продуктами гидрокрекинга являются дизельное топливо и т. н. бензин гидрокрекинга (компонент автобензина).

### Коксование
Коксование — процесс получения нефтяного кокса из тяжёлых фракций и остатков вторичных процессов.

### Изомеризация
Процесс получения изомеров углеводородов (изобутан, изопентан, изогексан, изогептан) из углеводородов нормального строения. Целью процесса является получение сырья для нефтехимического производства (изопентана из н-пентана, МТБЭ и изобутилен из изобутана) и высокооктановых компонентов автомобильных бензинов.

### Алкилирование
Алкилирование — введение алкила в молекулу органического соединения. Алкилирующими агентами обычно являются алкилгалогениды, алкены, эпоксисоединения, спирты, реже альдегиды, кетоны, эфиры, сульфиды, диазоалканы.